# 티모 볼
티모 볼(독일어: Timo Boll, 독일어 발음: [ˈtiːmo ˈbɔl], 1981년 3월 8일~)은 독일의 탁구 선수이다. 2003년, 2011년, 2018년에 세계 랭킹 1위에 올랐으며 올림픽에 6회(2000~2020) 참가해 2008년과 2020년 하계 올림픽에서 단체전 은메달, 2012년과 2016년 하계 올림픽에서 단체전 동메달을 획득했다.